# Kegeliella
Kegeliella es un género de orquídeas epífitas. Tiene cuatro especies. Es originaria desde Nicaragua hasta Venezuela.

## Descripción
La aparición de esta especie está estrechamente relacionada con Polycycnis y Soterosanthus, recuerda a algunos Gongora y Cirrhaea. Sus pseudobulbos son pequeños, ovalados, algo cónicos, suaves, ligeramente comprimidos por los lados, inicialmente cubierto por vainas, tiene dos hojas grandes y bastante amplias, con la pigmentación de color morado en algunas especies, multinervia, herbáceas, pseudopecioladas. Una inflorescencia basal, larga y racemosa, con pocas o muchas flores pequeñas y delicadas, con brácteas grandes.
Los sépalos son iguales, libres, membranosos, estrechos, recubierto externamente con papilas muy pequeñas. Los pétalos algo más estrechos y más pequeños que los sépalos, atenuados en la base. El labio insertado en la base de la columna, unguiculado, profundamente lobulado, con amplios lóbulos laterales erectos y  con dos quillas en el disco. La columna es muy delgada, algo curvada,  apoda, con alas terminales y media, antera unilocular con dos polinias cerosas alargadas.

## Distribución y hábitat
Se compone de tres especies muy similares entre los géneros de epífitas, cespitosa. De tamaño pequeño o medio, se encuentran en el sur de México hasta el norte del Amazonas. 

## Evolución, filogenia y taxonomía
Fue propuesta por Mansfeld en Repertorium Specierum Novarum Regni Vegetabilis 36(936-941): 60, en 1934. La especie tipo  es Kegeliella houtteana (Rchb.f.) L.O.Williams, originalmente descrita como Kegelia houtteana Rchb.f. 
El nombre del género es un homenaje a Kegel, coleccionista de orquídeas alemán que descubrió el tipo de especie.

## Especies
| - Kegeliella atropilosa - Kegeliella houtteana - Kegeliella kupperi - Kegeliella orientalis |